# Orla Villekjær
Orla Villekjær (født 14. juli 1950) er en dansk præst på den kirkelige højrefløj. Han har i 37 år været sognepræst i Sønder Felding Sogn og Troldhede Sogn, men stoppede i 2019. Han er blevet offentligt kendt for sin kritik af den danske abortlovgivning. Han har været formand for foreningen Retten til Liv. Han blev landskendt i slutningen af 1990'erne, da han iført fuld præstekjole var med til at lede flere demonstrationer imod retten til abort i Danmark. Sammen med Arne Munk, søn af den henrettede digterpræst Kaj Munk, havde han stiftet anti-abort-foreningen Retten Til Liv, og foreningen rejste i januar 2000 en mindesten i Vedersø med citat: "Til minde om de over 500.000 ufødte som det danske samfund har berøvet livet fra 1973-1998".
Orla Villekjær har senere ved forskellige lejligheder gjort sig bemærket i medierne ved åbent at give udtryk for bekymring om kontroversielle politiske beslutninger, omkring fri abort, sorteringen mellem raske og handicappede fostre,  og senest kritik af regeringens flygtningepolitik. Villekjær har i 2007 deltaget i DR Kirken med fire gudstjenester.